# Borutta
Borutta är en ort och kommun i provinsen Sassari i regionen Sardinien i Italien. Kommunen hade 286 invånare (2017).